# Зеландия (регион)
Зеландия (на датски: Sjælland) е една от 5-те административни области на Дания. Населението ѝ е 836 738 души (по приблизителна оценка за януари 2019 г.), а площта 7273 km². Намира се в часова зона UTC+1. Създадена е на 1 януари 2007 г.